# Selaginella hartwegiana
Selaginella hartwegiana är en mosslummerväxtart som beskrevs av Antoine Frédéric Spring. Selaginella hartwegiana ingår i släktet mosslumrar, och familjen mosslummerväxter. Inga underarter finns listade i Catalogue of Life.